# Paisaje protegido de Las Lagunetas
El paisaje protegido de Las Lagunetas se ubica en la isla de  Tenerife (Canarias, España).
Constituye un paraje montano y boscoso de notable valor, que juega un papel importante en el sostenimiento del acuífero subterráneo y en la conservación de los suelos. Alberga amplios ejemplares de pinar y también destacadas comunidades de transición con el monteverde (laurisilva y fayal-brezal). Entre su flora sobresalen determinadas especies endémicas amenazadas y protegidas por la normativa regional.

## Localización
Con una superficie de 3800 hectáreas, abarca los municipios de Candelaria, El Rosario, El Sauzal, La Matanza de Acentejo, La Victoria de Acentejo, Santa Úrsula y Tacoronte. Este espacio conforma la estribación nororiental de la cordillera dorsal de Pedro Gil, compleja estructura volcánica que transcurre con disposición NE-SO longitudinalmente por este sector de Tenerife. Establece su límite meridional con el parque natural de la Corona Forestal, mientras que al suroeste lo hace con el paisaje protegido de la Resbala. En su interior se encuentra la reserva natural especial de Las Palomas.

## Geología
Se trata de un espacio de carácter montañoso de suaves laderas atravesadas por abruptos barrancos, que forma parte de la Cordillera Dorsal o Dorsal de Pedro Gil. Las rocas geológicas que predominan son los basaltos y traquibasaltos de la Serie III, aunque también se encuentran basaltos de épocas más antiguas (Serie II) así como manifestaciones sálicas.

## Flora
Dentro del capítulo de la vegetación es necesario nombrar el monteverde y el pinar, tanto el natural como el de repoblación, ambos representados en el lugar. Además destaca el mato blanco o geranio (pericallis multiflora), que constituye un endemismo de la zona.

## Fauna
Entre su fauna sobresalen distintas especies de invertebrados, eminentemente moluscos terrestres. Del mismo modo destacan dentro del grupo de los vertebrados diferentes tipos de aves, como, entre otras, el pinzón azul (fringilla teydea), el mirlo (turdus merula cabrerae) o el canario (serinus canario).